# Лукашов Дмитро Володимирович
Дмитро Володимирович Лукашов — український еколог і зоолог, доктор біологічних наук (2011), завідувач кафедри екології та зоології Київського національного університету. Автор понад 120 наукових та науково-методичних праць, зокрема 5 посібників і монографій.

## Життєпис
У 1998 році з відзнакою закінчив кафедру зоології біологічного факультету Київського національного університету, з того ж року поступив в аспірантуру на цій кафедрі. З 2000 року працював асистентом кафедри зоології. У 2002 році захистив кандидатську дисертацію на тему «Роль двостулкових молюсків у міграції радіонуклідів в екосистемі водойми-охолоджувачі Чорнобильської АЕС». У 2004—2011 роках — доцент кафедри зоології КНУ. Одночасно з цим близько 10 років працював заступником декана біологічного факультету і згодом директора ННЦ «Інститут біології» КНУ. У 2011 році захистив докторську дисертацію на тему «Екологічне нормування забруднення важкими металами прісноводних екосистем України з використанням організмів — акумуляторів» і того ж року очолив новостворену кафедру екології та охорони навколишнього середовища КНУ. З 2017 року очолює об'єднану кафедру екології та зоології. З початком російського вторгнення в Україну добровольцем став до лав Збройних Сил України у складі 23-го окремого стрілецького батальйона.

## Наукові дослідження
Сформулював концепцію екологічного моніторингу забруднення важкими металами прісноводних екосистем з використанням організмів-акумуляторів (переважно двостулкових молюсків).

## Найважливіші публікації

### Посібники та монографії
- Балан П. Г., Векслярський Р. З., Вервес Ю. Г., Войціцький В. М., Ірклієнко С. П., Лукашов Д. В., Орлов О. О. Модельні групи безхребетних тварин як індикатори радіоактивного забруднення екосистем. Київ: Український фітосоціологічний центр, 2002. — 204 с.
- Балан П. Г., Вервес Ю. Г., Лукашов Д. В. Робочий зошит для практичних робіт з зоології безхребетних для студентів біологічних факультетів вищих навчальних закладів. Київ: Фітосоціоцентр, 2002. — 208 с.
- Лукашов Д. В. Визначник прісноводних молюсків. Для студентів біологічних факультетів. — Київ: КНУ, 2004. — 44 с.
- Лукашов Д. В., Балан П. Г. Загальна зоологія. Безхребетні тварини. Курс лекцій для студентів заочної форми навчання біологічних факультетів. — Київ: Фітосоціоцентр, 2006. — 220 с.
- Балашов І. О., Лукашов Д. В., Сверлова Н. В. Наземні молюски Середнього Придніпров‘я. — Київ: Фітосоціоцентр, 2007. — 132 с.

### Наукові статті
- Lukashev D.V. Morphological variability of Dreissena bugensis Andrusov under conditions of the regulated Dnieper outflow // Hydrobiological Journal. – 2000. – Vol. 36, № 5. – P. 43-50.
- Lukashev D.V. Modern State of Populations of Dreissena in the Cooling Pond of the Chernobyl Nuclear Power Station // Hydrobiological Journal. – 2002. – Vol. 38, № 3.
- Lukashev D.V. Age peculiarities of the accumulation of 137Cs by freshwater bivalvia in cooling pond of the Chernobyl NPS and in the Pripyat river // Hydrobiological Journal. – 2002. – Vol. 38, № 5. – P. 133-140.
- Lukashev D.V. Freshwater Bivalvia as Sedimentators of Radioactive Suspended Matter in the Cooling Pond of the Chernobyl NPS // Hydrobiological Journal. – 2003. – Vol. 39, № 6.
- Lukashev D.V. A Method for Analysis of Seasonal Growth of Some Freshwater Bivalves (Unionidae: Bivalvia) // Hydrobiological Journal. – 2005. – Vol. 41, № 4. – P. 85-94.
- Lukashev D.V. Monitoring of Contamination of the Ecosystem of the Dnieper River within the Town of Kiev by Heavy Metals Using Freshwater Mollusks // Hydrobiological Journal. – 2006. – Vol. 42, № 3. – P. 77-88.
- Lytvynenko T., Zaetz I., Voznyuk T., Kovalchuk M., Rogutsky I., Mytrokhyn O., Lukashov D., Estrella-Liopis V., Borodinov T., Mashkovska S., Foing B., Kordyum V. Kozyrovska N. A rationally assembled microbial community for growing Tagetes patula L. in a lunar greenhouse // Research in Microbiology. – 2006. – Vol. 157, № 1. – P. 87-92.
- Лукашев Д.В. Использование раковин Dreissena bugensis для мониторинга загрязнения тяжелыми металлами экосистемы реки Днепр в районе Киева // Экологическая химия. – 2006. – Т. 15, № 3. – С. 186–195.
- Lukashev D.V. Seasonal Dynamics of Manganese Accumulation in Annual Shell Increments of the Mollusk Unio tumidus (Bivalvia: Unionidae) // Hydrobiological Journal. – 2007. – Vol. 43, № 2. – P. 81-88.
- Lukashev D.V. Assessment of polymetalic pollution of the Dnieper River by the method of calculation of the background content of heavy metals in Dreissena bugensis // Hydrobiological Journal. – 2008. – Vol. 44, № 2. – P. 60-75.
- Lukashev D.V. Peculiarities of Seasonal Dynamics of Manganese, Cobalt and Chromium Accumulation by the Mollusks Dreissena bugensis (Andr.) nearby City of Kyiv // Hydrobiological Journal. – 2008. – Vol. 44, № 5. – P.63-72.
- Lukashev D.V. Distribution of the Heavy Metals in Organs of the Mollusk Anodonta anatina under Inflow of the Polluted Waste // Hydrobiological Journal. – 2010. – Vol. 46, № 1. – P.90-100.
- Lukashev D. V. Accumulation of Heavy Metals by Anodonta anatina (L.) in the Place of Household Sewage Release in the River Ecosystem // Hydrobiological Journal. – 2010. – Vol. 46, № 4. – P.67-77.
- Zaets I., Burlak O., Rogutskyy I., Vasilenko A., Mytrokhyn O., Lukashov D., Foing B., Kozyrovska N. Bioaugmentation in growing plants for lunar bases // Advances in Space Research[en]. – 2011. – Vol. 46, №6. – P. 1071-1078.
- Zadyra S.V., Lukashov D.V. Season al dynamic s of product s of lipid peroxidation in liver of bank vole (Myodes glareolus) under conditions of environment al pollution by heavy metals // Український біохімічний журнал. – 2013. – 85, №5. – P. 163-169.
- Lukashov D. V. Accumulation of heavy metals by pond snail Lymnaea stagnalis as index of pollution of small water bodies // Hydrobiological Journal. – 2015. – Vol. 51, № 4. – P. 67-73.